# 甘德星
甘德星（英語：Tak Sing Kam；1954年9月—2023年），台灣歷史學家，國立中正大學歷史學系退休副教授，其專長為滿族歷史和滿語等，師承李學智、陳捷先、柯立夫（Francis Woodman Cleaves）、谷川道雄、河內良弘、萩原淳平、孔飛力（Philip Alden Kuhn）、劉建新、瀛生 等人。

## 生平
甘德星出生於香港，在國立臺灣大學歷史學系取得學士學位後，即至日本京都大學擔任研修員，同學者河内良弘等人做短期研究。1984年入學美國哈佛大學東亞系，取得碩士學位，1994年取得博士學位。1995年至2001年在香港科技大學人文學部出任助理教授。 曾任香港中文大學歷史系名譽教師。 自2004年起於國立中正大學任職副教授，在該校開設滿文、清史與內陸歐亞史等課程，於2020年2月榮退。 後於香港辭世，享年68歲。

## 外部連結
- 中正大學滿洲研究（Manchu Studies at National Chung Cheng University） （页面存档备份，存于）
- 研究成果－－甘德星副教授（國立中正大學歷史學系暨研究所）
- 學風餘韻：甘德星老師學術資料網